# Ondrej Lauko
Ondrej Lauko (ur. 13 października 1981 w Nowych Zamkach) – słowacki hokeista.

## Kariera klubowa
- VTJ Topolczany (1998–2007)
- KH Sanok (2007–2008)
- Naprzód Janów (2008–2009)
- Basingstoke Bison (2009–2011)
- HC Topolczany (2011)
- Peterborough Phantoms (2011–2013)[1]